# Leonardo Binchi
Leonardo Binchi, född 27 augusti 1975 i Campiglia Marittima, är en italiensk vattenpolospelare. Han ingick Italiens landslag vid olympiska sommarspelen 2000, 2004 och 2008.
Binchi tog EM-brons 1999 i Florens och EM-silver 2001 i Budapest.
Binchi tog silver i vattenpolo vid medelhavsspelen 2001 och 2005.